# Grupo Desportivo Velense
O Grupo Desportivo Velense é um clube de futebol português, localizado na vila das Velas, ilha de São Jorge, Açores.

## História
O clube foi afundado em 1966 o seu atual presidente é André Cláudio Gambão Rodrigues e Rui Jorge Ribeiro Diogo como treinador da equipa sénior. Na época de 2024/2025, participa no Campeonato de Futebol dos Açores da Associação de Futebol de Ponta Delgada, antiga Série Açores. No seu historial, o clube conta, entre outros, com vinte e 24 Campeonatos da Ilha de São Jorge (onze dos quais consecutivos), 2 Campeonatos da Associação de Futebol de Angra do Heroísmo, 4 Taças da mesma associação, tendo mesmo sido o Velense a vencer a ultima edição desta prova, vencendo nas Velas o Boavista da Ribeirinha e o Luzense da ilha Graciosa, garantindo assim a conquista do troféu. 1 Campeonato Nacional do Inatel época 1986/1987 e, ainda, 4 participações no Campeonato Nacional da Terceira Divisão - Série Açores entre as épocas 2002/03 e 2005/06, bem como várias participações na Taça de Portugal, sendo a última na época de 2024/2025. 
O Grupo Desportivo Velense é o maior da sua ilha em termos de sócios e em termos desportivos é também o segundo maior do grupo central, apenas ultrapassado pelo Angrense da Terceira.
Contou com a sua claque "Furia Negra" nas 4 épocas passadas na serie Açores.
O Velense é o clube com mais títulos a nível distrital do arquipélago dos Açores, tem mais títulos ganhos do que todos os seus adversários da ilha de São Jorge juntos. Este clube ficou também conhecido devido à transferência de um atleta cabo verdiano (Djaniny) que transitou duma distrital diretamente para a 1º liga de futebol na altura o clube era o União de Leiria, tendo mais tarde assinado contrato com o SL Benfica.

## Estádio
A equipa de futebol realiza os seus jogos caseiros no Campo Municipal das Velas.